# Apoclada
Apoclada McClure é um género botânico de bambus pertencente à família Poaceae, subfamília Bambusoideae, tribo Bambuseae.
O gênero é constituído por 4 espécies, todas nativas do Brasil.

## Espécies
- Apoclada arenicola McClure
- Apoclada cannavieira (Alvaro da Silveira) McClure
- Apoclada diversa McClure & L.B.Sm. in Reitz
- Apoclada simplex McClure et L. B. Sm.